# John Grierson
Ne doit pas être confondu avec John Grierson (aviateur).
Pour les articles homonymes, voir Grierson.
John Grierson (26 avril 1898 - 19 février 1972) est un producteur et réalisateur britannique ainsi qu'un théoricien du cinéma.

## Biographie
Après une formation en philosophie et littérature à l’Université de Glasgow, il enseigne pendant un an à l’Université de Durham. Il part pour les États-Unis en 1924. Il y commence son activité cinématographique en 1926 en devenant consultant pour Paramount Pictures. Il réalise ensuite Drifters, film muet consacré à la pêche au hareng en mer du Nord. Il fait de ce premier film le manifeste du mouvement du « documentaire anglais ». Il est le premier à utiliser le terme "documentaire" comme substantif en 1926 dans un article consacré à Robert Flaherty.
Il crée, en 1933, le GPO Film Unit (en). Il s'installe au Canada en 1938 avec pour mission de « réformer la production gouvernementale canadienne et celui d’établir des structures cinématographiques susceptibles d’assurer les liens entre le gouvernement britannique et les gouvernements des différents Dominions en cas de guerre. Le tout étant de nature à favoriser le développement de l’idée documentaire à l’échelle internationale ».
Il est, en 1939, le fondateur et le premier commissaire de l'Office national du film du Canada.

## Filmographie

### comme producteur
- 1933 : Industrial Britain
- 1934 : Song of Ceylon
- 1934 : Granton Trawler
- 1935 : Coal Face
- 1938 : The Face of Scotland
- 1939 : The Obedient Flame
- 1952 : You're Only Young Twice
- 1952 : Miss Robin Hood
- 1952 : Judgment Deferred
- 1952 : Time Gentlemen Please!
- 1952 : Brandy for the Parson
- 1952 : The Brave Don't Cry
- 1953 : The Oracle
- 1953 : Man of Africa
- 1953 : Child's Play
- 1953 : Background
- 1953 : Laxdale Hall
- 1954 : Devil on Horseback

### comme réalisateur
- 1929 : Drifters
- 1934 : Granton Trawler

### comme directeur de la photographie
- 1934 : Private Life of the Gannets
- 1934 : Granton Trawler

### comme monteur
- 1929 : Drifters